# Cytherelloidea omala
Cytherelloidea omala is een mosselkreeftjessoort uit de familie van de Cytherellidae. De wetenschappelijke naam van de soort is voor het eerst geldig gepubliceerd in 1971 door Berbeito-Gonzales.